# 대니얼 매키
대니얼 J. 매키(Daniel J. McKee, 1966년 9월 30일 ~ )은 미국의 정치인으로 현재 로드아일랜드주 주지사이다.

## 학력
- 어섬션 대학교 인문사회 학사
- 하버드 대학교 행정학 석사

## 경력
- 1992 ~ 1998 컴벌랜드 시의회 의원
- 2001.01 ~ 2005.01 컴벌랜드 시장
- 2007.01 ~ 2015.01 컴벌랜드 시장
- 2015.01 ~ 2021.03 제69대 로드아일랜드 부지사
- 2021.03 ~ 제76대 로드아일랜드 주지사

## 역대 선거 결과
| 선거명      | 직책명              | 대수 | 정당   | 득표율 | 득표수    | 결과 | 당락                     |
| ----------- | ------------------- | ---- | ------ | ------ | --------- | ---- | ------------------------ |
| 2000년 선거 | 컴벌랜드 시장       | -대  | 민주당 | 61.48% | 4,390표   | 1위  | 컴벌랜드 시장 당선       |
| 2002년 선거 | 컴벌랜드 시장       | -대  | 민주당 | 81.94% | 9,131표   | 1위  | 컴벌랜드 시장 당선       |
| 2004년 선거 | 컴벌랜드 시장       | -대  | 민주당 | 45.02% | 2,183표   | 2위  | 낙선                     |
| 2006년 선거 | 컴벌랜드 시장       | -대  | 민주당 | 62.33% | 4,331표   | 1위  | 컴벌랜드 시장 당선       |
| 2008년 선거 | 컴벌랜드 시장       | -대  | 민주당 | 64.40% | 3,871표   | 1위  | 컴벌랜드 시장 당선       |
| 2010년 선거 | 컴벌랜드 시장       | -대  | 민주당 | 63.95% | 8,091표   | 1위  | 컴벌랜드 시장 당선       |
| 2012년 선거 | 컴벌랜드 시장       | -대  | 민주당 | 96.55% | 12,667표  | 1위  | 컴벌랜드 시장 당선       |
| 2014년 선거 | 로드아일랜드 부지사 | 69대 | 민주당 | 54.29% | 169,078표 | 1위  | 로드아일랜드 부지사 당선 |
| 2018년 선거 | 로드아일랜드 부지사 | 69대 | 민주당 | 61.87% | 226,528표 | 1위  | 로드아일랜드 부지사 당선 |
| 2022년 선거 | 로드아일랜드 주지사 | 76대 | 민주당 | 57.92% | 207,166표 | 1위  | 로드아일랜드 주지사 당선 |